# Nikolaj Signevitsj
Nikolaj Javenovitsj Signevitsj (Brest, 20 februari 1992) is een Wit-Russisch voetballer die doorgaans speelt als spits. In januari 2025 verruilde hij Atıraw voor Tobyl Qostanay. Signevitsj maakte in 2014 zijn debuut in het Wit-Russisch voetbalelftal.

## Clubcarrière
Signevitsj speelde in de jeugdopleiding van Dynamo Brest, tot hij in 2011 opgenomen werd in het eerste elftal. De aanvaller maakte zijn debuut op 2 april 2011, toen met 3–0 gewonnen werd van FK Vitebsk. Begin 2014 maakte Signevitsj de overstap naar regerend landskampioen BATE Barysaw. Met BATE werd hij in zijn eerste seizoen landskampioen. Dat seizoen kwam hij tot negenentwintig competitieoptredens (negen doelpunten) en ook speelde hij twaalf duels in de UEFA Champions League. In januari 2017 werd Signevitsj voor een half jaar verhuurd aan het Griekse Platanias.
In januari 2019 nam Ferencváros de Wit-Rus transfervrij over. Begin september 2020 tekende hij voor FK Chimki, maar binnen een maand vertrok hij weer om terug te keren bij BATE Barysaw. Apollon Smyrnis werd in januari 2022 zijn nieuwe club. Vanaf de zomer van 2023 zat Signevitsj zonder club, voor hij in januari 2024 bij Atıraw tekende. Een jaar later verkaste hij naar Tobyl Qostanay.

## Clubstatistieken
| Seizoen | Club            | Competitie        | Competitie | Competitie | Beker | Beker | Internationaal | Internationaal | Totaal | Totaal |
| Seizoen | Club            | Competitie        | Wed.       | Dlp.       | Wed.  | Dlp.  | Wed.           | Dlp.           | Wed.   | Dlp.   |
| ------- | --------------- | ----------------- | ---------- | ---------- | ----- | ----- | -------------- | -------------- | ------ | ------ |
| 2011    | Dynamo Brest    | Vysjejsjaja Liha  | 9          | 1          | 0     | 0     | —              | —              | 9      | 1      |
| 2012    | Dynamo Brest    | Vysjejsjaja Liha  | 8          | 0          | 1     | 1     | —              | —              | 9      | 1      |
| 2013    | Dynamo Brest    | Vysjejsjaja Liha  | 28         | 10         | 3     | 2     | —              | —              | 31     | 12     |
| 2014    | BATE Barysaw    | Vysjejsjaja Liha  | 29         | 9          | 3     | 1     | 12             | 0              | 44     | 10     |
| 2015    | BATE Barysaw    | Vysjejsjaja Liha  | 18         | 4          | 1     | 1     | 8              | 0              | 27     | 5      |
| 2016    | BATE Barysaw    | Vysjejsjaja Liha  | 15         | 4          | 2     | 2     | 3              | 0              | 20     | 6      |
| 2016/17 | → Platanias     | Super League      | 16         | 2          | 4     | 0     | —              | —              | 20     | 2      |
| 2017    | BATE Barysaw    | Vysjejsjaja Liha  | 13         | 6          | 1     | 1     | 12             | 3              | 26     | 10     |
| 2018    | BATE Barysaw    | Vysjejsjaja Liha  | 23         | 6          | 7     | 2     | 9              | 3              | 39     | 11     |
| 2018/19 | Ferencváros     | Nemzeti Bajnokság | 11         | 4          | 2     | 0     | —              | —              | 13     | 4      |
| 2019/20 | Ferencváros     | Nemzeti Bajnokság | 21         | 1          | 0     | 0     | 9              | 2              | 30     | 3      |
| 2020/21 | FK Chimki       | Premjer-Liga      | 2          | 0          | 1     | 0     | —              | —              | 3      | 0      |
| 2020    | BATE Barysaw    | Vysjejsjaja Liha  | 4          | 0          | 0     | 0     | —              | —              | 4      | 0      |
| 2021    | BATE Barysaw    | Vysjejsjaja Liha  | 22         | 6          | 4     | 3     | 2              | 0              | 28     | 9      |
| 2021/22 | Apollon Smyrnis | Super League      | 10         | 0          | 0     | 0     | —              | —              | 10     | 0      |
| 2022/23 | Apollon Smyrnis | Super League 2    | 11         | 1          | 0     | 0     | —              | —              | 11     | 1      |
| 2024    | Atıraw          | Premjer-Liga      | 24         | 10         | 4     | 3     | —              | —              | 28     | 13     |
| 2025    | Tobyl Qostanay  | Premjer-Liga      | 0          | 0          | 0     | 0     | —              | —              | 0      | 0      |
| Totaal  | Totaal          | Totaal            | 264        | 64         | 35    | 17    | 55             | 8              | 354    | 89     |

Bijgewerkt op 3 januari 2025.

## Interlandcarrière
Signevitsj debuteerde in het Wit-Russisch voetbalelftal op 15 november 2014 in een EK-kwalificatiewedstrijd tegen Spanje (3–0 nederlaag). Hij mocht van bondscoach Andrej Zygmantovitsj in de 67e minuut invallen voor Sergej Kornilenko. De andere debutanten dit duel waren Sergej Palitsevitsj (Dinamo Minsk), Matsevitsjik Matveitsjik en Aleksej Janoeskevitsj (beiden Sjachtjor Salihorsk). Tijdens zijn tweede interland, op 18 november 2014, tegen Mexico (3–2 winst) scoorde de aanvaller voor het eerst een interlandgoal.
| Interlands van Nikolaj Signevitsj voor Wit-Rusland | Interlands van Nikolaj Signevitsj voor Wit-Rusland | Interlands van Nikolaj Signevitsj voor Wit-Rusland | Interlands van Nikolaj Signevitsj voor Wit-Rusland | Interlands van Nikolaj Signevitsj voor Wit-Rusland | Interlands van Nikolaj Signevitsj voor Wit-Rusland |
| №                                                  | Datum                                              | Wedstrijd                                          | Uitslag                                            | Competitie                                         | Goals                                              |
| Als speler van BATE Barysaw                        | Als speler van BATE Barysaw                        | Als speler van BATE Barysaw                        | Als speler van BATE Barysaw                        | Als speler van BATE Barysaw                        | Als speler van BATE Barysaw                        |
| -------------------------------------------------- | -------------------------------------------------- | -------------------------------------------------- | -------------------------------------------------- | -------------------------------------------------- | -------------------------------------------------- |
| 1                                                  | 15 november 2014                                   | Spanje – Wit-Rusland                               | 3 – 0                                              | EK 2016 kwalificatie                               |                                                    |
| 2                                                  | 18 november 2014                                   | Wit-Rusland – Mexico                               | 3 – 2                                              | Vriendschappelijk                                  | 55'                                                |
| 3                                                  | 5 september 2015                                   | Oekraïne – Wit-Rusland                             | 3 – 1                                              | EK 2016 kwalificatie                               |                                                    |
| 4                                                  | 8 september 2015                                   | Wit-Rusland – Luxemburg                            | 2 – 0                                              | EK 2016 kwalificatie                               |                                                    |
| 5                                                  | 9 oktober 2015                                     | Slowakije – Wit-Rusland                            | 0 – 1                                              | EK 2016 kwalificatie                               |                                                    |
| 6                                                  | 12 oktober 2015                                    | Wit-Rusland – Macedonië                            | 0 – 0                                              | EK 2016 kwalificatie                               |                                                    |
| 7                                                  | 31 augustus 2016                                   | Noorwegen – Wit-Rusland                            | 0 – 1                                              | Vriendschappelijk                                  |                                                    |
| 8                                                  | 6 september 2016                                   | Wit-Rusland – Frankrijk                            | 0 – 0                                              | WK 2018 kwalificatie                               |                                                    |
| 9                                                  | 10 oktober 2016                                    | Wit-Rusland – Luxemburg                            | 1 – 1                                              | WK 2018 kwalificatie                               |                                                    |
| Als speler van Platanias                           |                                                    |                                                    |                                                    |                                                    |                                                    |
| 10                                                 | 25 maart 2017                                      | Zweden – Wit-Rusland                               | 4 – 0                                              | WK 2018 kwalificatie                               |                                                    |
| 11                                                 | 28 maart 2017                                      | Macedonië – Wit-Rusland                            | 3 – 0                                              | Vriendschappelijk                                  |                                                    |
| Als speler van BATE Barysaw                        |                                                    |                                                    |                                                    |                                                    |                                                    |
| 12                                                 | 3 september 2017                                   | Wit-Rusland – Zweden                               | 0 – 4                                              | WK 2018 kwalificatie                               |                                                    |
| 13                                                 | 7 oktober 2017                                     | Wit-Rusland – Nederland                            | 1 – 3                                              | WK 2018 kwalificatie                               |                                                    |
| 14                                                 | 15 oktober 2018                                    | Wit-Rusland – Moldavië                             | 0 – 0                                              | Nations League 2018/19                             |                                                    |
| 15                                                 | 15 november 2018                                   | Luxemburg – Wit-Rusland                            | 0 – 2                                              | Nations League 2018/19                             |                                                    |
| Als speler van Ferencváros                         |                                                    |                                                    |                                                    |                                                    |                                                    |
| 16                                                 | 21 maart 2019                                      | Nederland – Wit-Rusland                            | 4 – 0                                              | EK 2020 kwalificatie                               |                                                    |
| 17                                                 | 6 september 2019                                   | Estland – Wit-Rusland                              | 1 – 2                                              | EK 2020 kwalificatie                               |                                                    |
| 18                                                 | 9 september 2019                                   | Wales – Wit-Rusland                                | 1 – 0                                              | Vriendschappelijk                                  |                                                    |
| Als speler van BATE Barysaw                        |                                                    |                                                    |                                                    |                                                    |                                                    |
| 19                                                 | 24 maart 2021                                      | Wit-Rusland – Honduras                             | 1 – 1                                              | Vriendschappelijk                                  |                                                    |
| 20                                                 | 27 maart 2021                                      | Wit-Rusland – Estland                              | 4 – 2                                              | WK 2022 kwalificatie                               |                                                    |
| 21                                                 | 30 maart 2021                                      | België – Wit-Rusland                               | 8 – 0                                              | WK 2022 kwalificatie                               |                                                    |

Bijgewerkt op 3 januari 2025.

## Erelijst
| Vysjejsjaja Liha | 5 | 2014, 2015, 2016, 2017, 2018 |
| Supercup         | 3 | 2014, 2015, 2016             |